# Démarate de Corinthe
Pour les articles homonymes, voir Démarate.
Démarate de Corinthe est le père d'Arruns et de Lucumon, plus connu sous le nom de Tarquin l'Ancien, le cinquième roi de Rome, d'origine étrusque. Par ce dernier, il est l’aïeul de Tarquin le Superbe, le septième et dernier roi de Rome. Par Arruns, il est le grand-père d'Égérius, père de Tarquin Collatin, un des fondateurs de la République romaine et consul de la première année.
C'est un noble Corinthien de la famille des Bacchiades, qui régnait depuis plusieurs siècles sur Corinthe, d'abord en tant que dynastie royale, puis en tant que famille oligarchique. Il est ensuite arrivé en Italie, fuyant sa patrie la Grèce à la suite de troubles civils. Les Bacchiades ont effectivement été renversés par le tyran Cypsélos vers 655 av. J.-C.. Arrivé à Tarquinies, il s'est marié et a eu deux enfants, Arruns et Lucumon, dit plus tard Tarquin l'Ancien, quand il s'installa à Rome. 
Lors de sa fuite, des sources antiques indiquent que celui-ci arriva avec d'autres Grecs et notamment des artisans et des artistes qui auraient ainsi apporté les arts plastiques en Italie.
Son premier fils meurt peu avant lui et, ignorant que sa belle-fille est enceinte, il lègue tous ses biens au futur roi Tarquin l'Ancien, laissant le nouveau-né Égérius, fils posthume d'Arruns, dans la misère. Il meurt lui-même peu après Arruns et avant la naissance d'Égérius.

## Sources
- Tite-Live, Histoire romaine, I, 34